# Beachport
Beachport – miasto w Australii, w stanie Australia Południowa.